# New York Central Railroad
A New York Central Railroad (NYC) foi uma companhia ferroviária dos Estados Unidos. Foi fundada por meio da fusão de 10 ferrovias menores do Estado de Nova Iorque, dentre essas estava a Mohawk e Hudson, a primeira ferrovia do estado.
Sob a liderança de Cornelius Vanderbilt, a companhia adquiriu as ferrovias de Hudson e Nova Iorque, agora com serviços entre Manhattan e Albany. A NYC se expandiu ao meio-oeste dos Estados Unidos em 1873, se estendendo de Buffalo a Chicago. Com um comprimento máximo de 16.090 km, a companhia conectava Nova Iorque com Boston, Montreal, Chicago e St. Louis.
Após a Segunda Guerra Mundial, a New York Central começou a passar por dificuldades financeiras. Negociações de fusão com sua maior rival, a Pennsylvania Railroad, que estava passando por problemas semelhantes, culminaram com a criação da Penn Central Transportation Company. Entretanto, a fusão não obteve sucesso e a recém-criada companhia declarou falência em 1970, com seus serviços de passageiros sendo absorvidos pela Amtrak em 1971.